# Wŏlgwang sa
Wŏlgwang sa (월광사 Klasztor Światła Księżycowego) – koreański klasztor, jeden klasztorów szkoły sŏn.

## Historia klasztoru
Klasztor został wybudowany przez mistrza sŏn Wŏllanga w roku 864 na górze Wŏrak. Szkoła nosiła nazwę wŏlam, jednak z nieznanych powodów, nie została zaliczona do Dziewięciu górskich szkół sŏn. Wollang udał się do Chin i studiował chan u mistrza Zhengzhu. Po powrocie do kraju w 864 roku wybudował ośrodek medytacyjny Wŏlgwang sa.
Klasztor został zniszczony i dziś pozostały po nim tylko nieliczne pozostałości: stupy i stela mistrza Wollanga.

## Znane obiekty
- Stela mistrza Wollanga
- Trzykondygnacyjna stupa

## Adres klasztoru
- 355 Wolgwang-ri, Yaro-myeon, Hapcheon, Gyeongsangnam-do, Korea Południowa

## Galeria

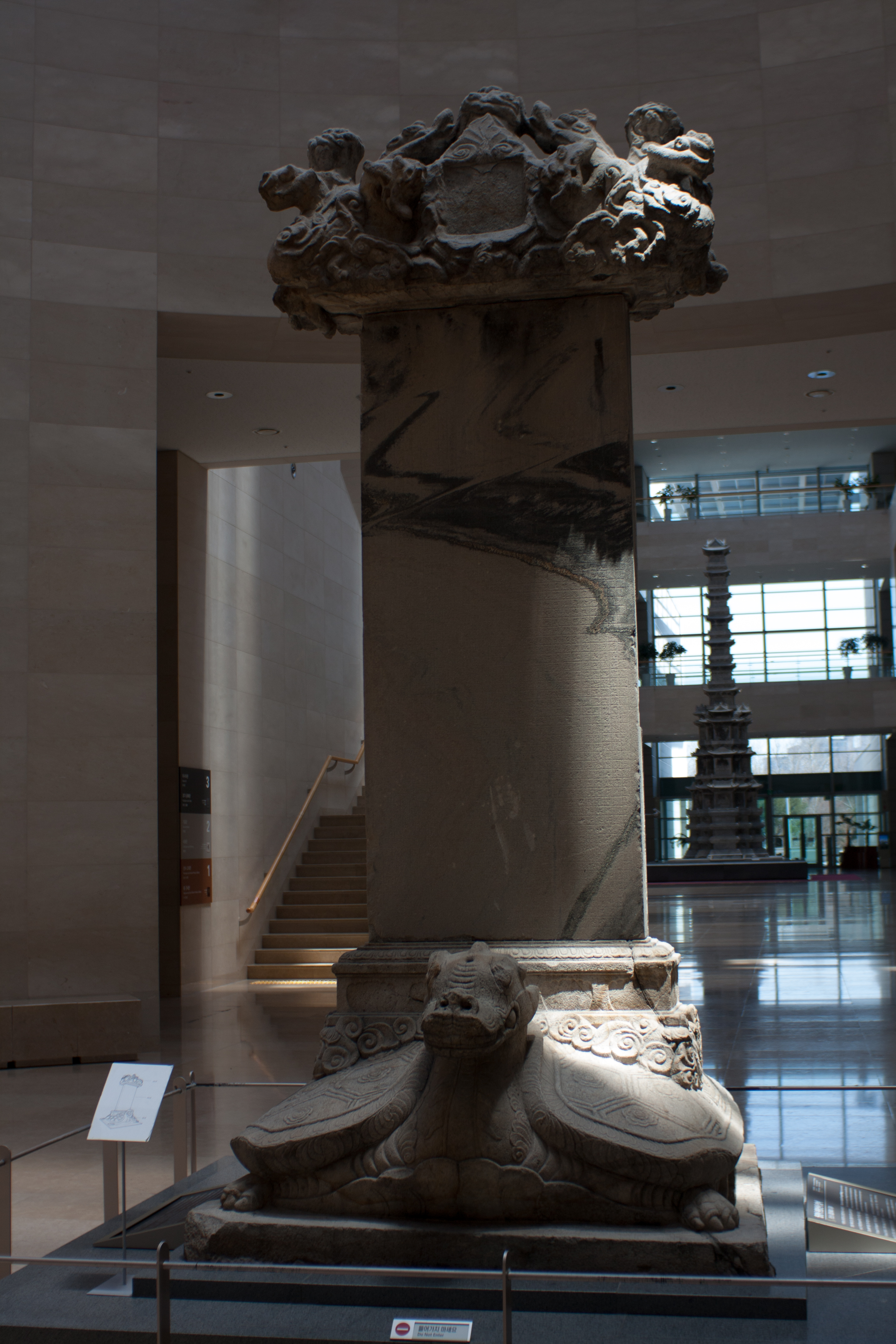
Stela mistrza Wollanga
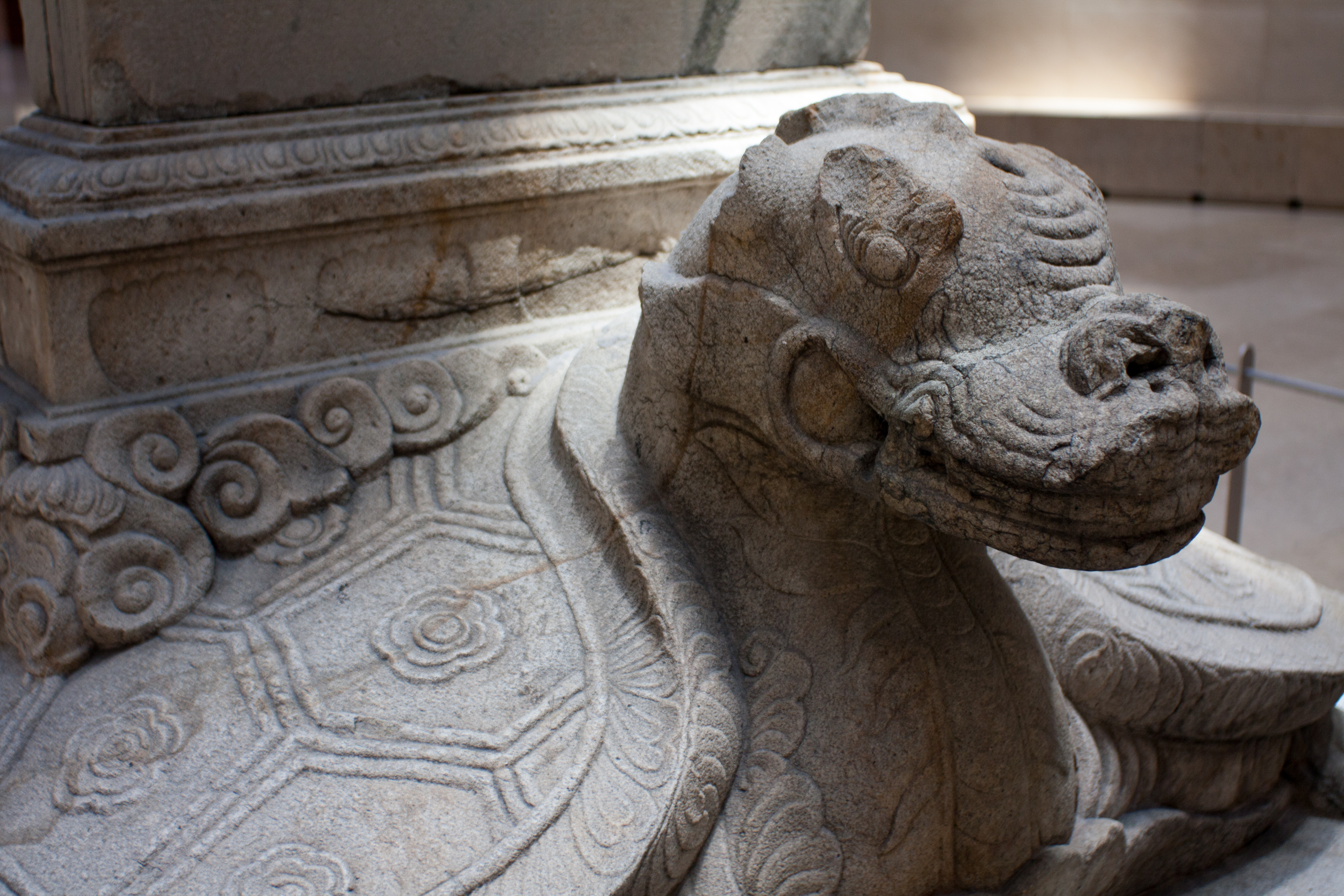
Stela mistrza Wollanga - detal
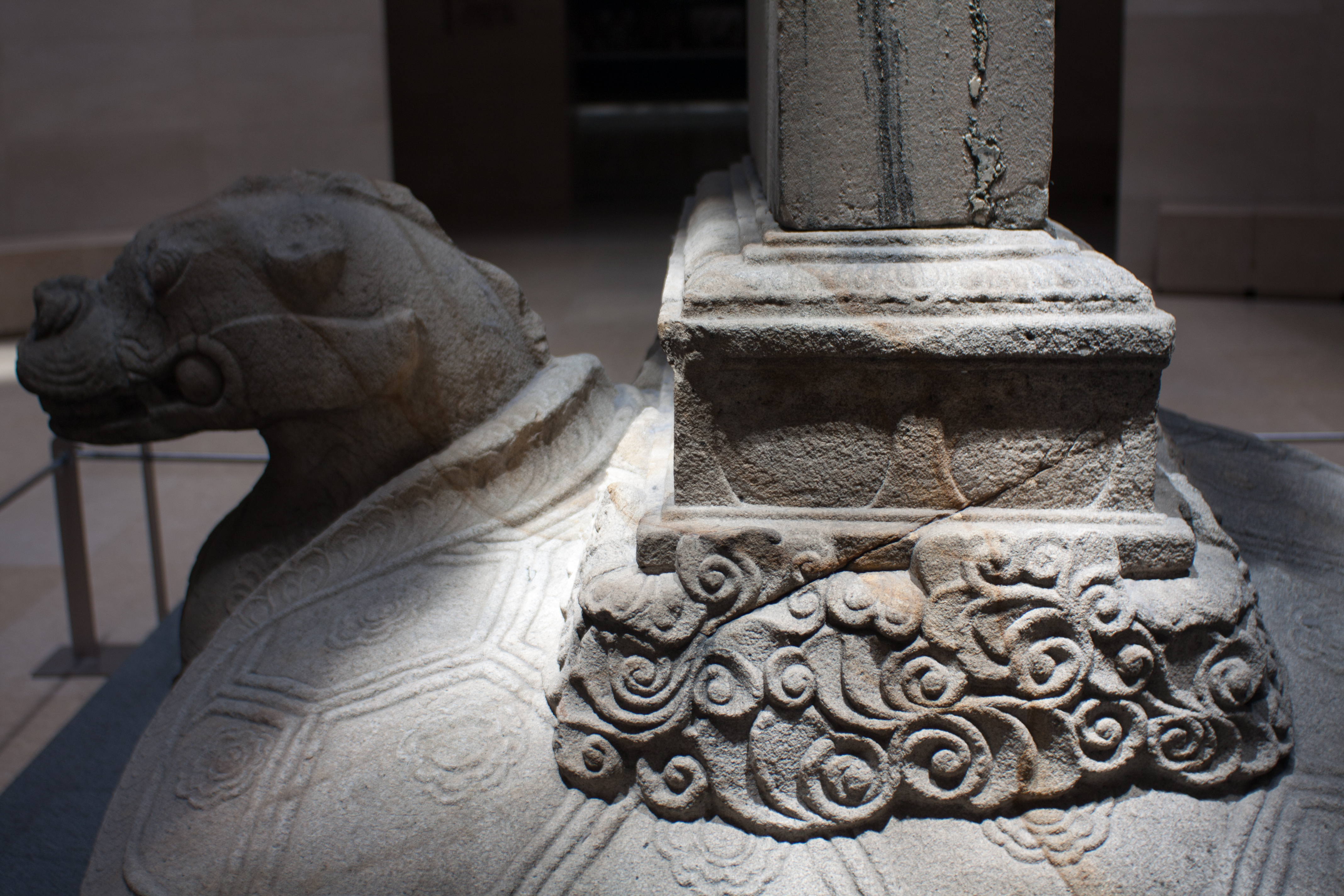
Stela mistrza Wollanga - detal
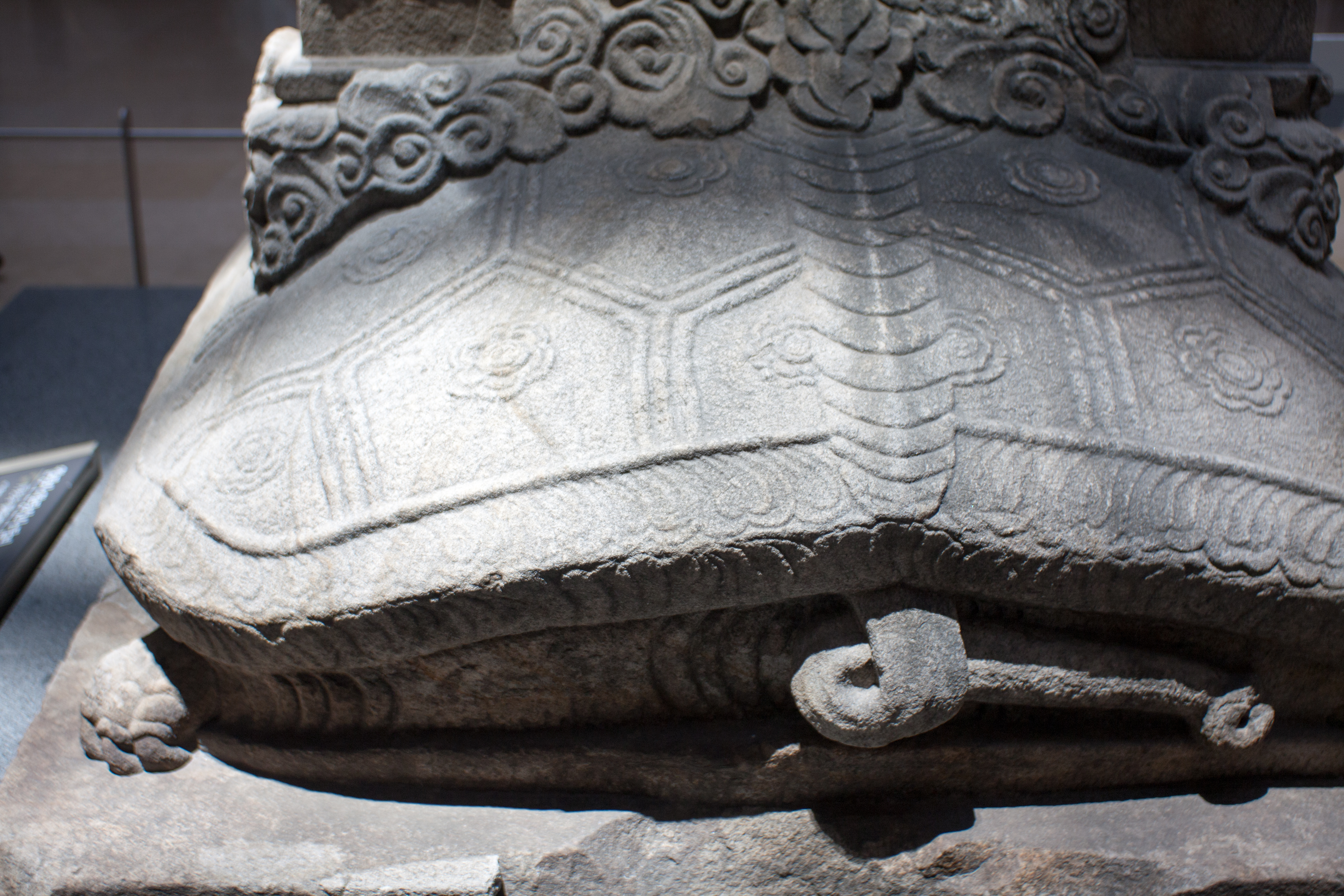
Stela mistrza Wollanga - detal